# Prismă hexagonală augmentată
În geometrie prisma hexagonală augmentată este un poliedru convex construit prin augmentarea unei prisme hexagonale prin atașarea unei piramide pătrate (J1) la una din fețele sale laterale. Este poliedrul Johnson J54. Când două sau trei astfel de piramide sunt atașate, rezultatul poate fi o prismă hexagonală parabiaugmentată (J55), o prismă hexagonală metabiaugmentată (J56), sau o prismă hexagonală triaugmentată (J57). Având 11 fețe, este un endecaedru.

## Mărimi asociate
Pentru o prismă hexagonală augmentată cu lungimea laturilor egală cu 2 coordonatele vârfurilor sunt date de:
{\displaystyle (\pm 1;\;\pm 1;\;{\sqrt {3}}),}
{\displaystyle (\pm 2;\;\pm 1;\;0),}
{\displaystyle (0;\;0;\;{\sqrt {2}}+{\sqrt {3}}).}
În acest caz, axa de simetrie a poliedrului va coincide cu axa Oz, iar două plane de simetrie vor coincide cu planele xOz și yOz.
Următoarele formule pentru arie, A și volum, V sunt stabilite pentru lungimea laturilor tuturor poligoanelor (care sunt regulate) a:
{\displaystyle A=(5+4{\sqrt {3}})\,a^{2}\approx 11,928203~a^{2},}
{\displaystyle V={\frac {1}{6}}({\sqrt {2}}+9{\sqrt {3}})\,a^{3}\approx 2,883778~a^{3}.}